# 米爾海姆 (圖爾高州)
米尔海姆（德語：Müllheim，發音：[ˈmʏlhaɪm] ⓘ）是瑞士图尔高州的市镇，面积8.73平方千米，2018年12月31日人口为2,991人。